# Mirson Volina
Mirson Volina (Albania, 8 gennaio 1990) è un calciatore albanese, centrocampista del Köniz II.

## Carriera
Ha esordito in prima squadra e nella massima serie svizzera il 2 marzo 2008.
Torna in campo con la prima squadra per la partita di campionato del 7 maggio 2011.
Inizia a giocare con continuità in prima squadra a partire dalla stagione 2011-2012.